# Andrzej Paszewski
Andrzej Paszewski (ur. 1938) – profesor genetyki w Instytucie Biochemii i Biofizyki PAN. Zajmuje się genetyką molekularną i fizjologią mikroorganizmów. Jest członkiem zespołu ds. konwencji bioetycznej Rady Europy i prezesem Towarzystwa Naukowego Warszawskiego. Wieloletni działacz Klubu Inteligencji Katolickiej w Warszawie, a także publicysta – jego artykuły ukazywały się m.in. w „Więzi”, „Znaku” i „Rzeczpospolitej”. Członek Komitetu Bioetyki PAN.
23 sierpnia 1980 roku dołączył do apelu 64 uczonych, pisarzy i publicystów do władz komunistycznych o podjęcie dialogu ze strajkującymi robotnikami.